# هيلين كروس
هيلين كروس (بالإنجليزية: Helen Cross)‏ هي كاتبة سيناريو بريطانية، ولدت في 1967.

## وصلات خارجية
- هيلين كروس على موقع IMDb (الإنجليزية)
- هيلين كروس على موقع ألو سيني (الفرنسية)
- هيلين كروس على موقع أول موفي (الإنجليزية)
- هيلين كروس على موقع قاعدة بيانات الفيلم (الإنجليزية)
- هيلين كروس على موقع كينوبويسك (الروسية)